# Трояново (Старозагорська область)
Троя́ново (болг. Трояново) — село в Старозагорській області Болгарії. Входить до складу общини Раднево.

## Населення
За даними перепису населення 2011 року у селі проживали 669 осіб.
Національний склад населення села:
| Національність   | Кількість осіб | Відсоток |
| ---------------- | -------------- | -------- |
| болгари          | 512            | 79,0%    |
| турки            | 70             | 10,8%    |
| цигани           | 55             | 8,5%     |
| Всього відповіли | 648            |          |

Розподіл населення за віком у 2011 році:
Динаміка населення: